# Chequepoint

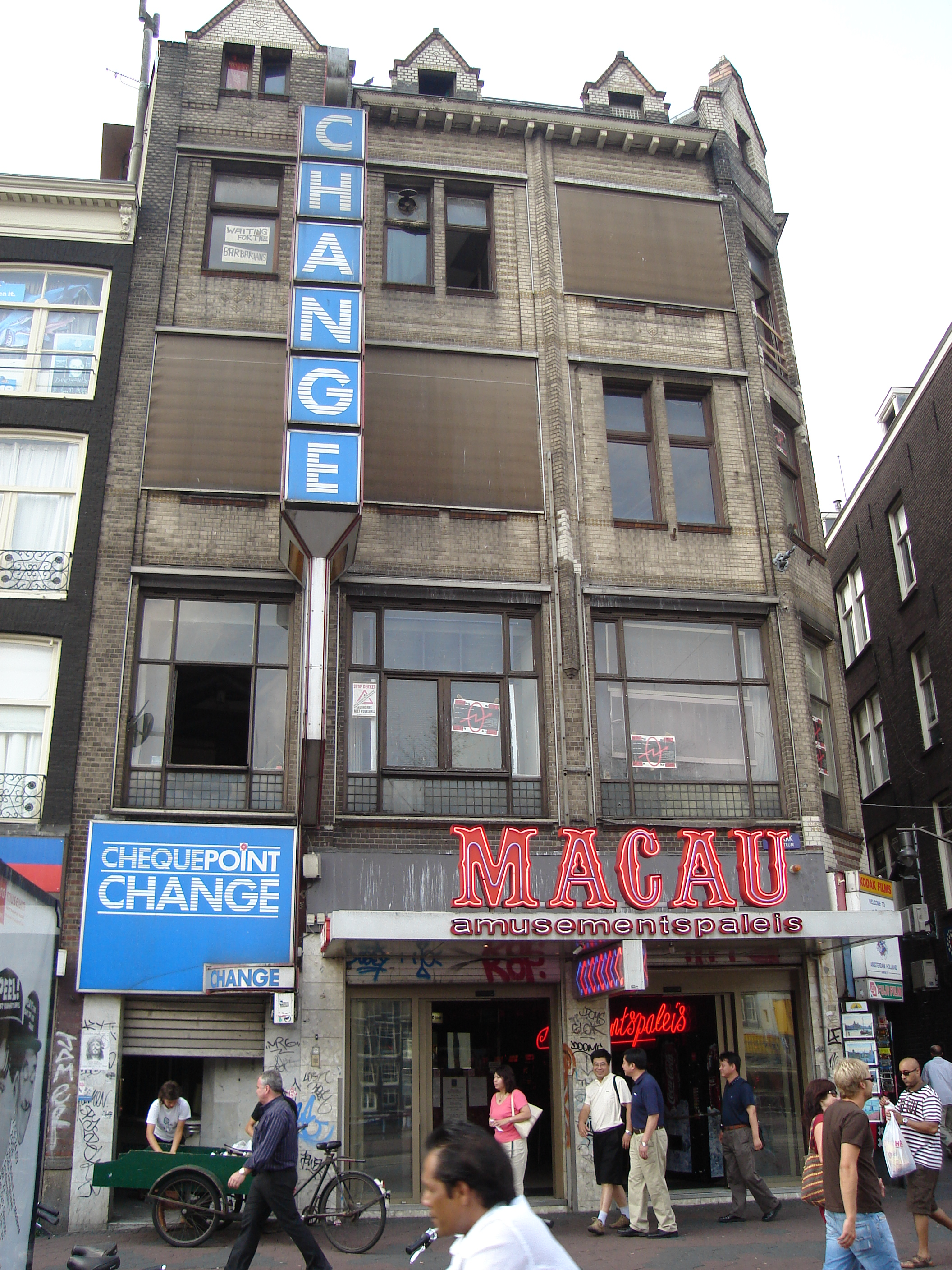
Voormalige vestiging Chequepoint aan het Damrak in Amsterdam

Chequepoint is een internationale keten van geldwisselkantoren die in 1974 in Londen werd opgericht door Felix Grovit. Het bedrijf heeft inmiddels filialen in vele landen en levert ook andere financiële diensten. In 1992 telde men wereldwijd 75 kantoren in negen landen, waaronder in Nederland. Maar de activiteiten hier te lande zijn gestaakt nadat De Nederlandsche Bank met ingang van 15 oktober 2004 de inschrijving doorhaalde in het toenmalige register van de inmiddels vervallen Wet inzake de geldtransactiekantoren. Over de doorhaling liep lange tijd een juridische procedure bij het gerechtshof, waarin op 11 juni 2013 arrest werd gewezen.
Felix Fareed Ismail Grovit is een multimillionair, die oorspronkelijk actief was in vastgoed, maar zijn activiteiten vervolgens richtte op financiële dienstverlening en softwareontwikkeling. Zijn belangrijkste holding is momenteel de Inver Trust Corporation met een netto eigen vermogen van £ 270m. In India is hij onder meer actie op het terrein van software (met Halcyon Datasys) en projectontwikkeling. Zijn totale vermogen wordt geschat op £ 430m.
Felix Grovit werkt samen met zijn zoon Stefan Grovit.